# Kalendarium historii Rosji

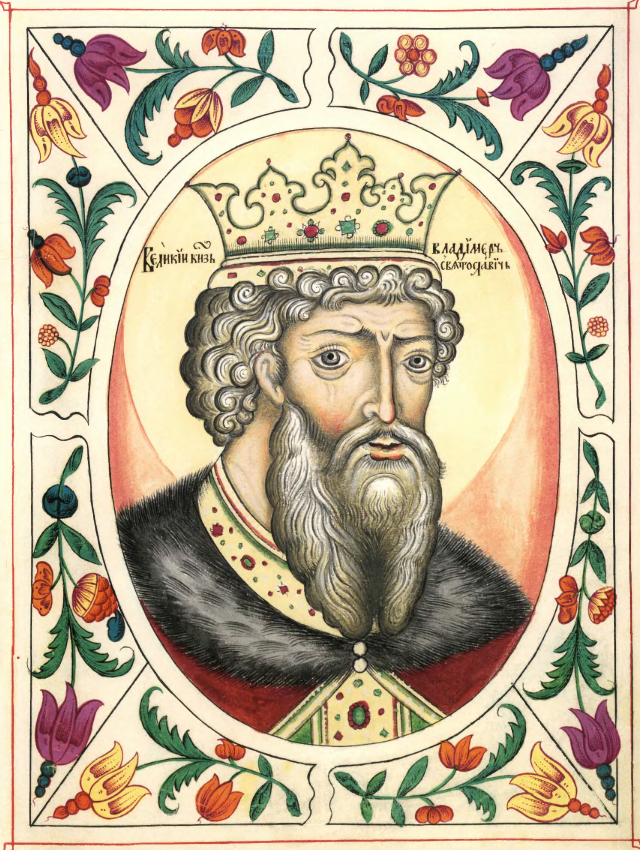
Włodzimierz I

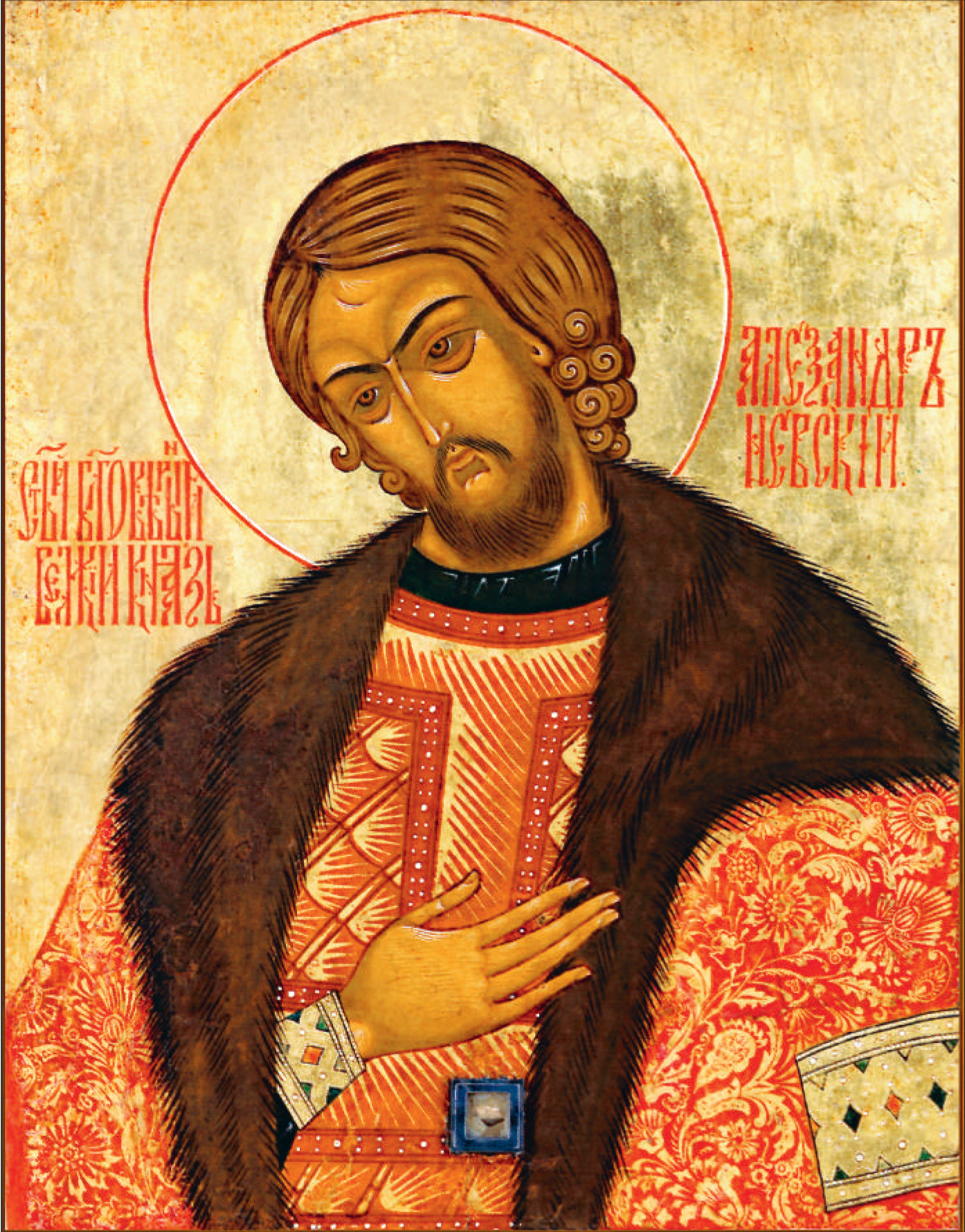
Aleksander Newski

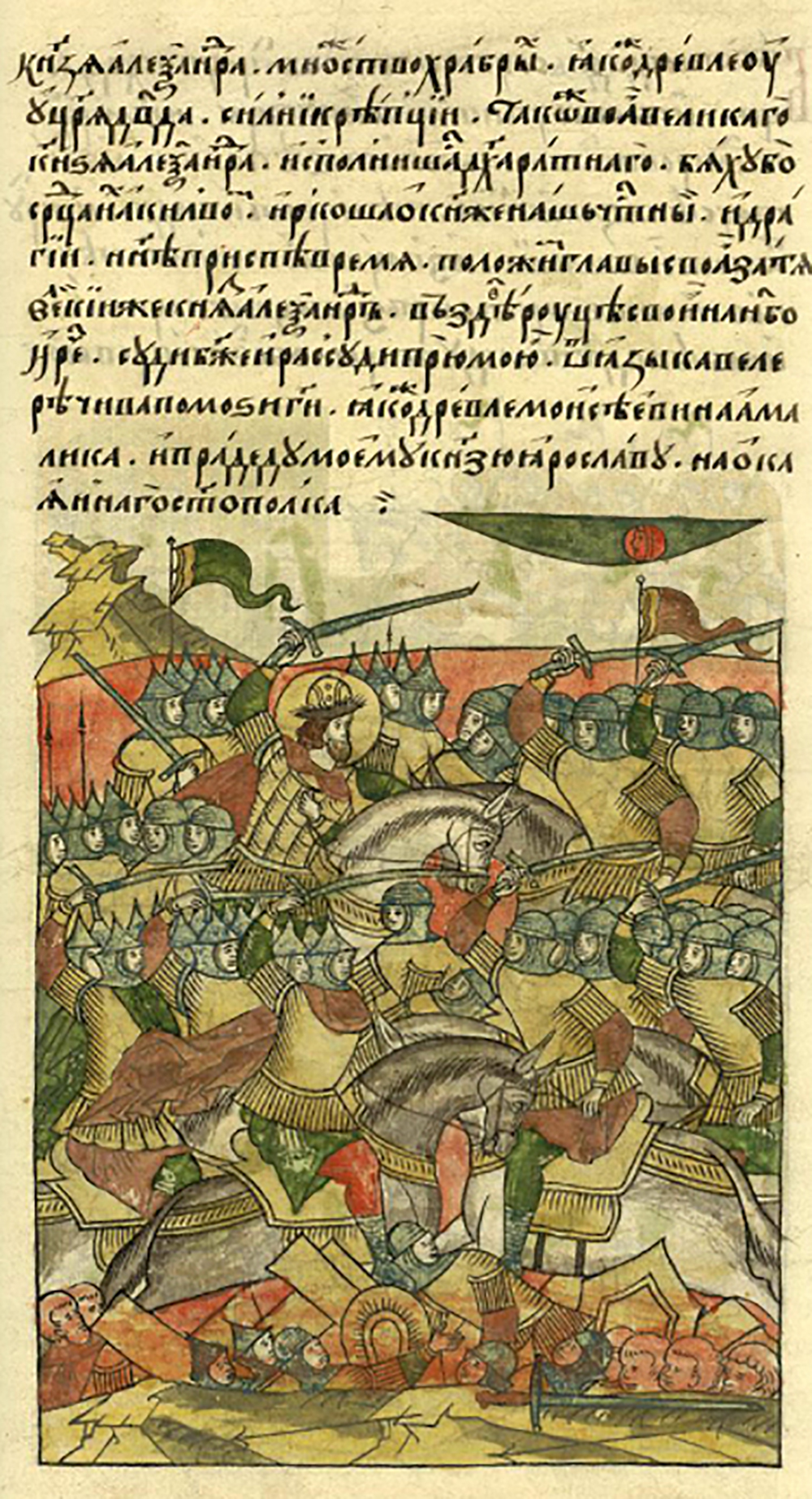
Bitwa na jeziorze Pejpus

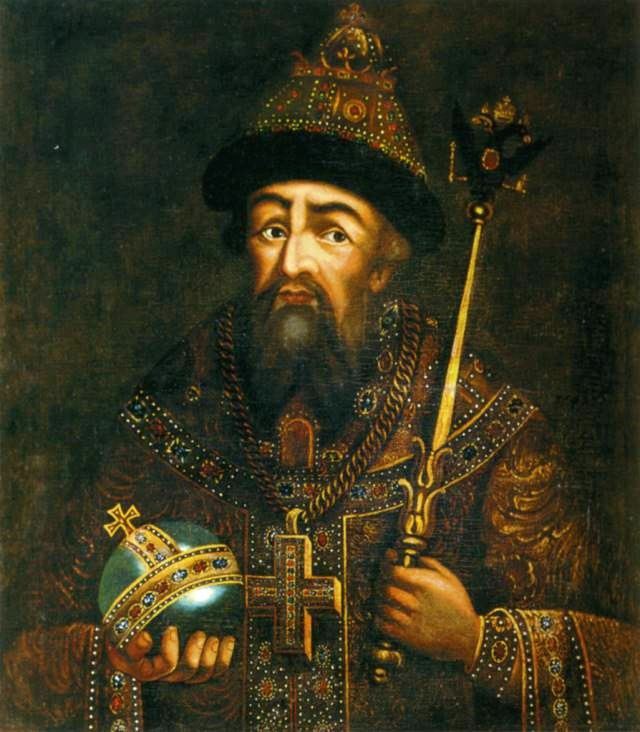
Iwan IV Groźny

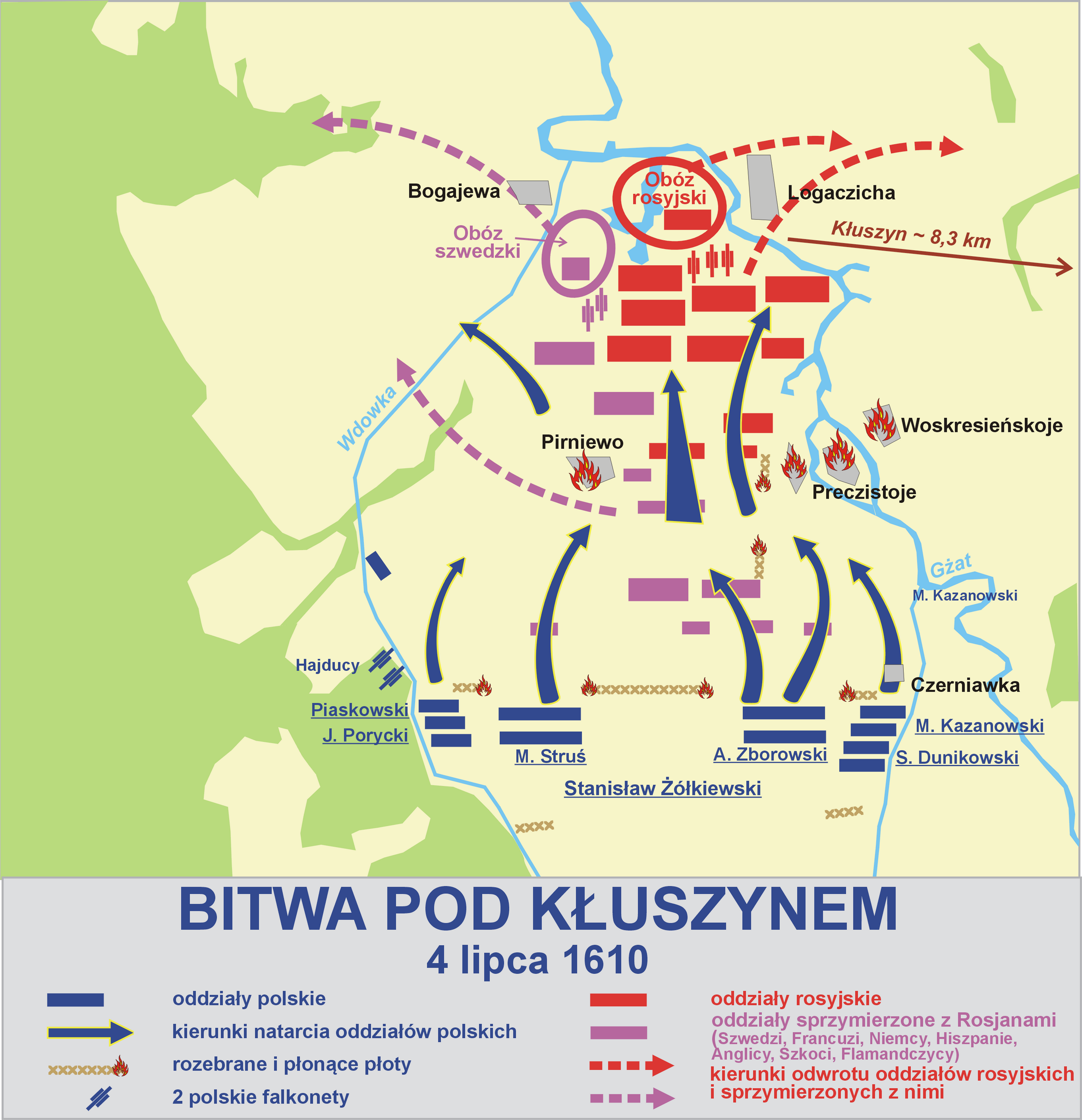
Plan bitwy pod Kłuszynem

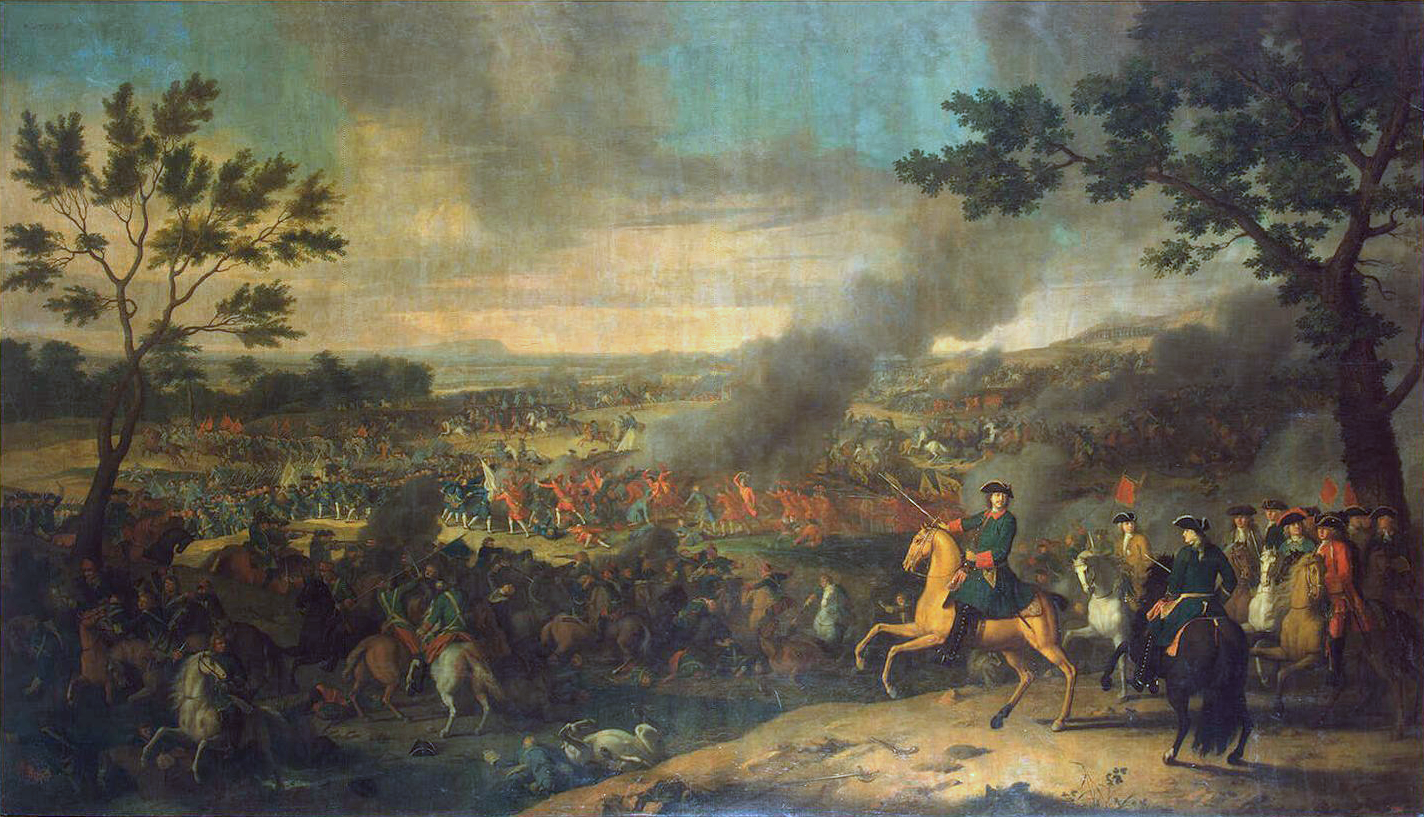
Car Piotr I pod Połtawą

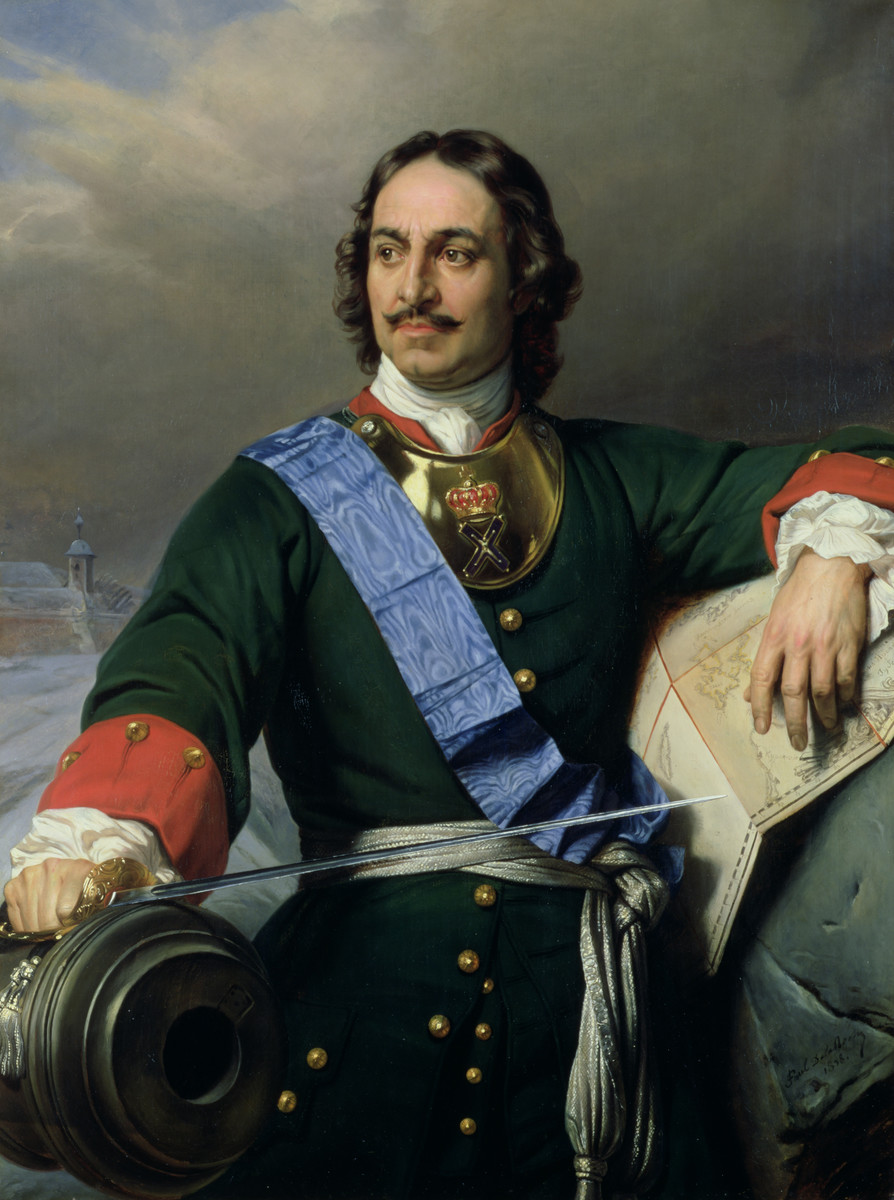
Piotr I Wielki

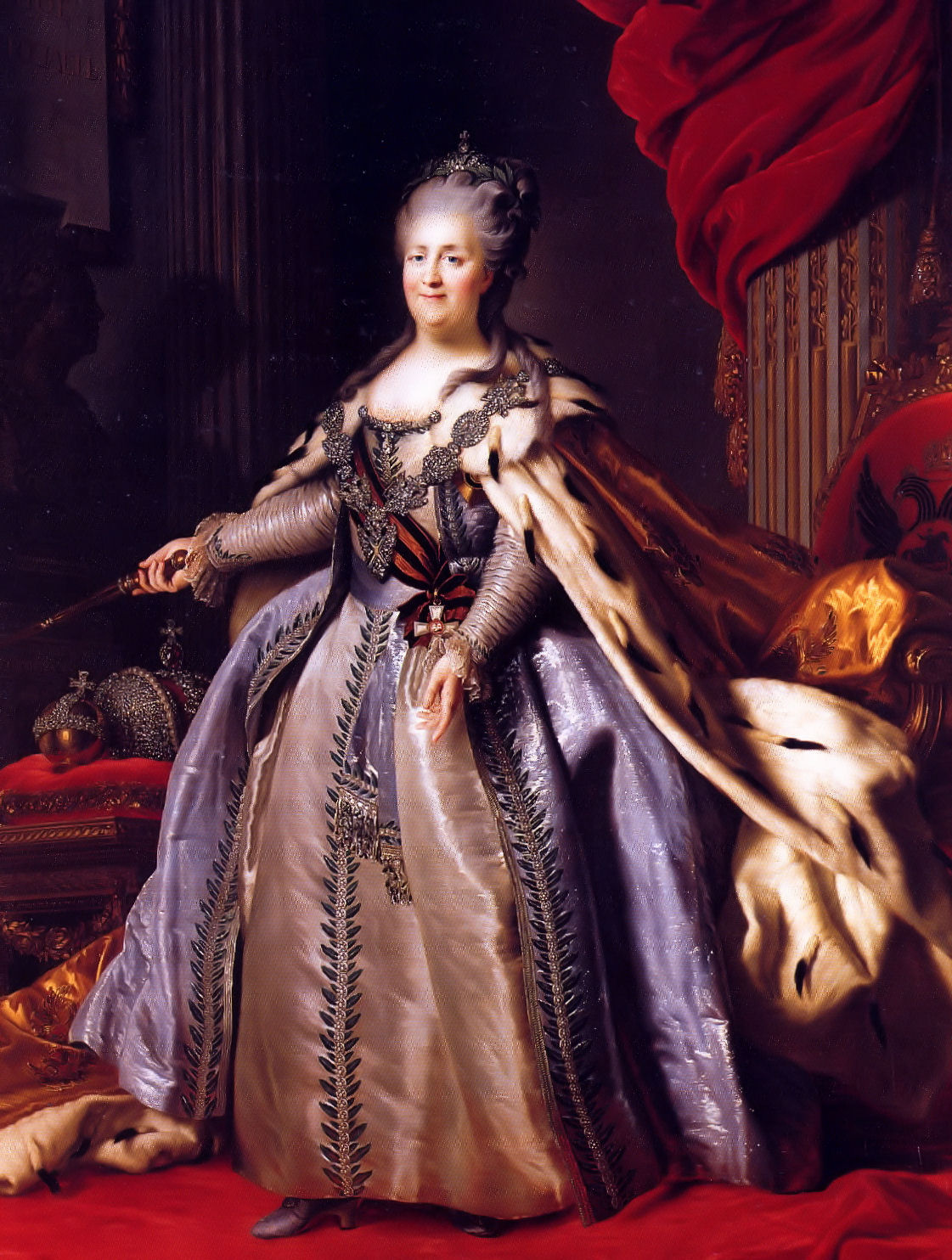
Katarzyna II

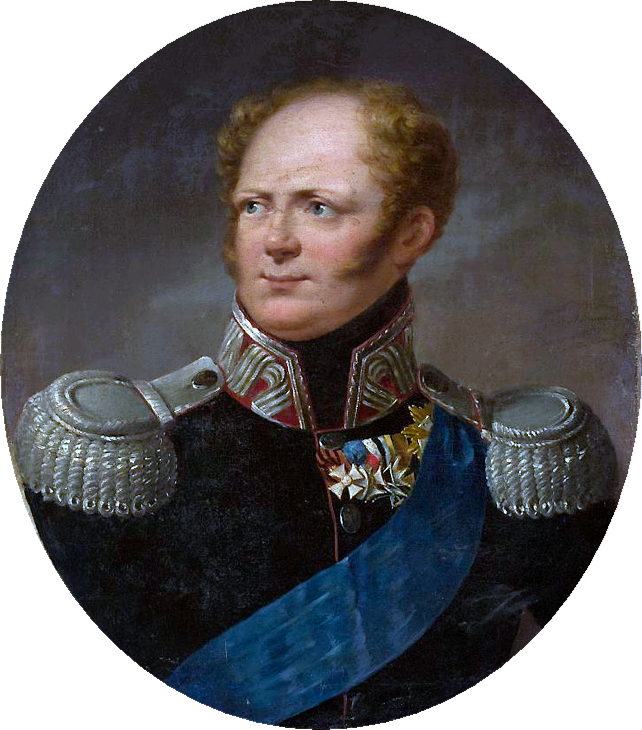
Aleksander I

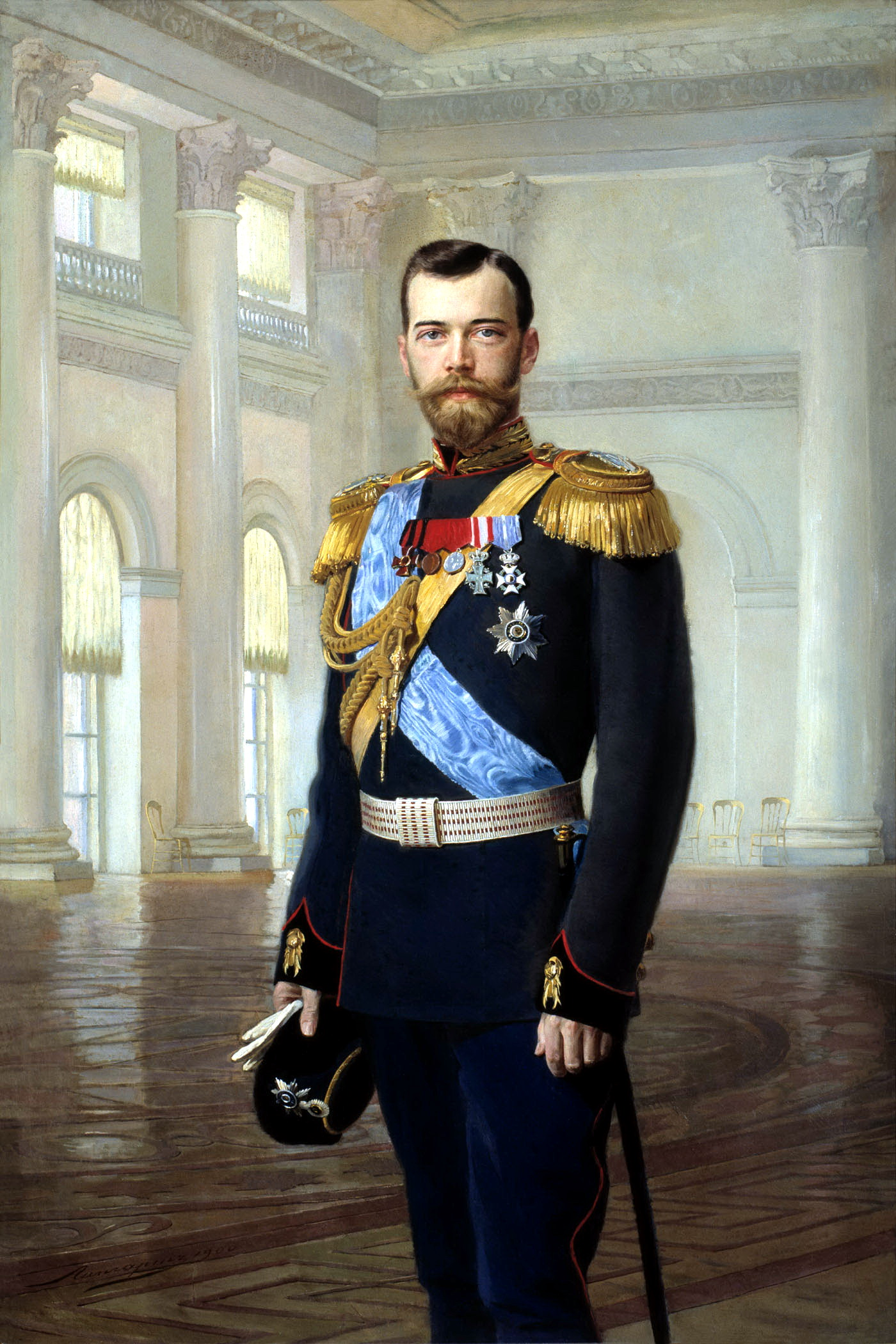
Mikołaj II

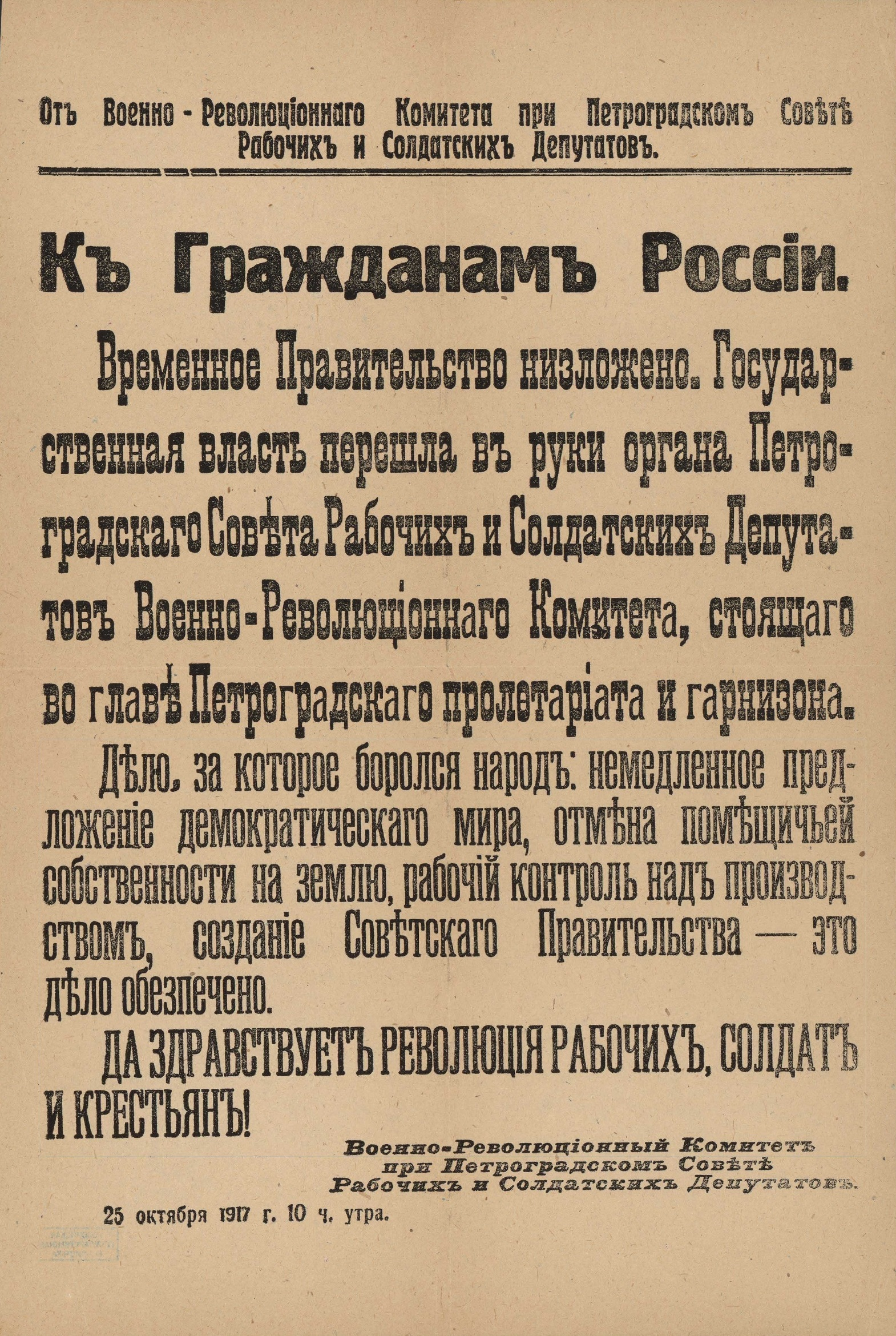
Proklamacja Komitetu Wojskowo-Rewolucyjnego przy Piotrogrodzkiej Radzie Delegatów o odsunięciu od władzy Rządu Tymczasowego, Piotrogród, 7 listopada 1917

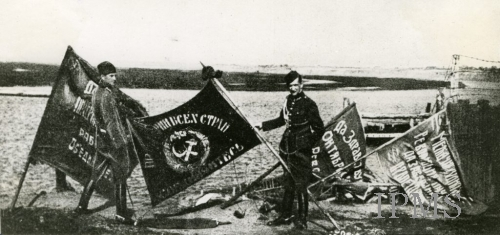
Bitwa Warszawska – polscy żołnierze ze sztandarami zdobytymi na bolszewikach

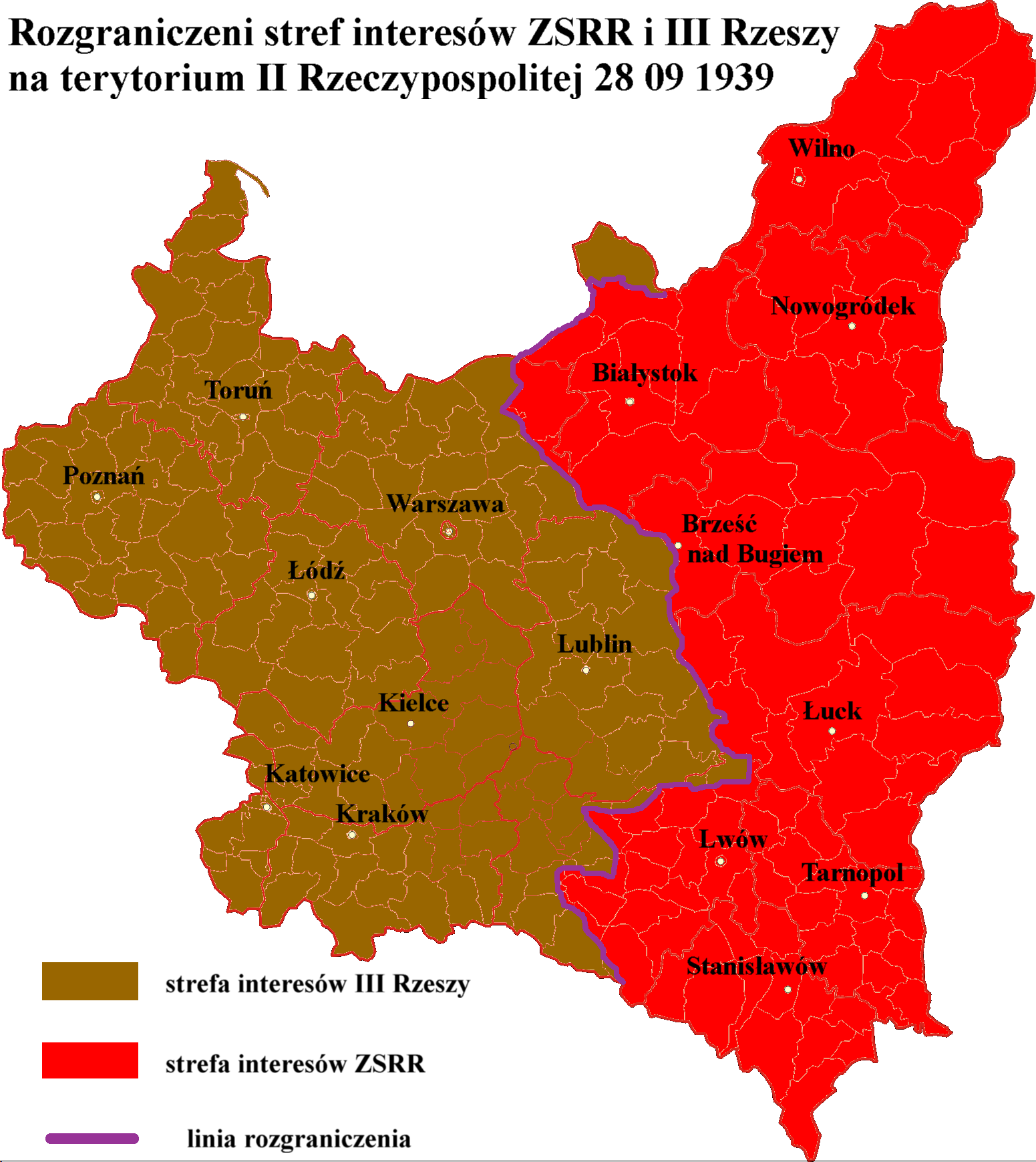
Strefy interesów Związku Socjalistycznych Republik Radzieckich i III Rzeszy na terytorium II Rzeczypospolitej zgodnie z ustaleniami radziecko-niemieckiego układu o przyjaźni i granicy z 28 września 1939

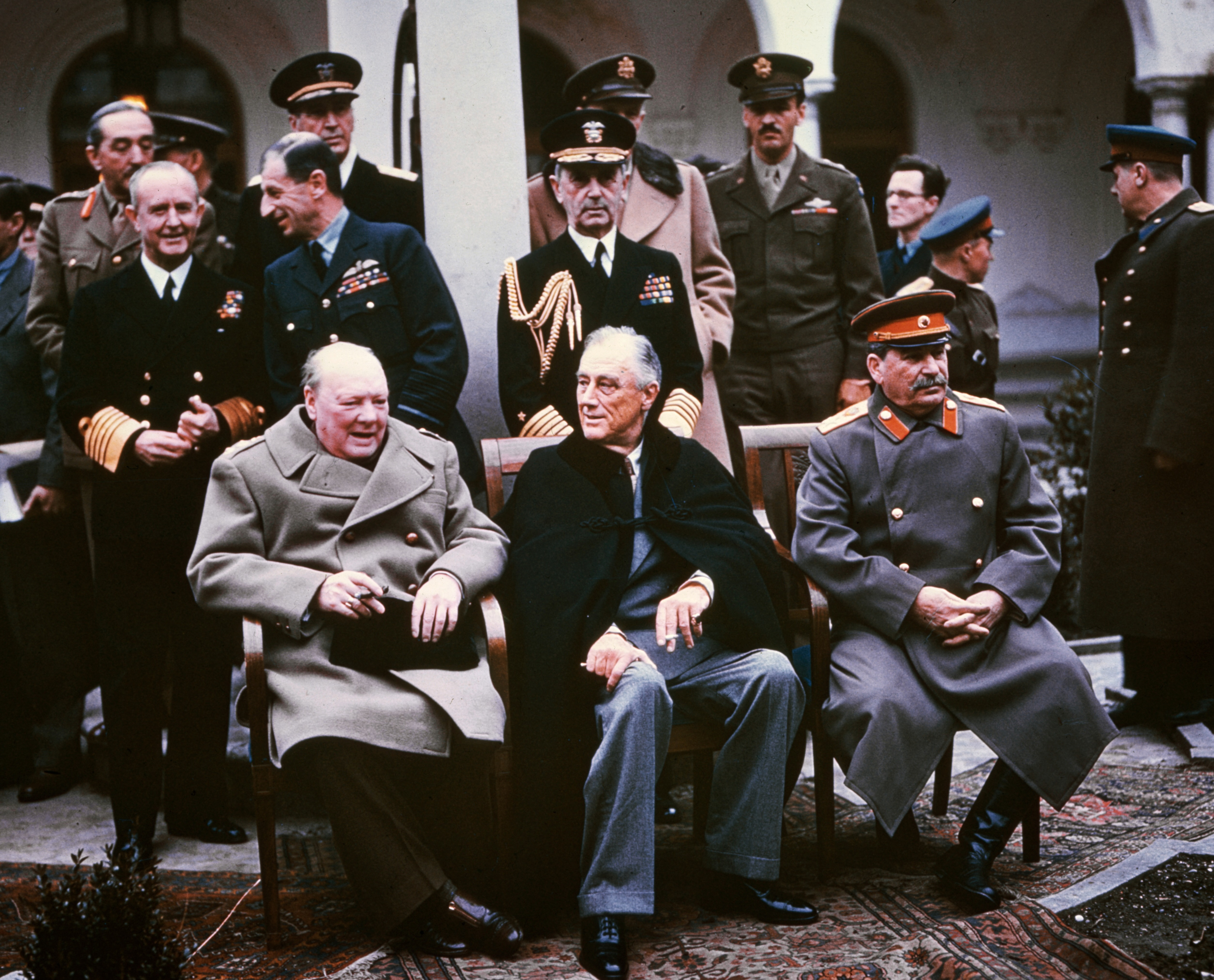
Konferencja jałtańska

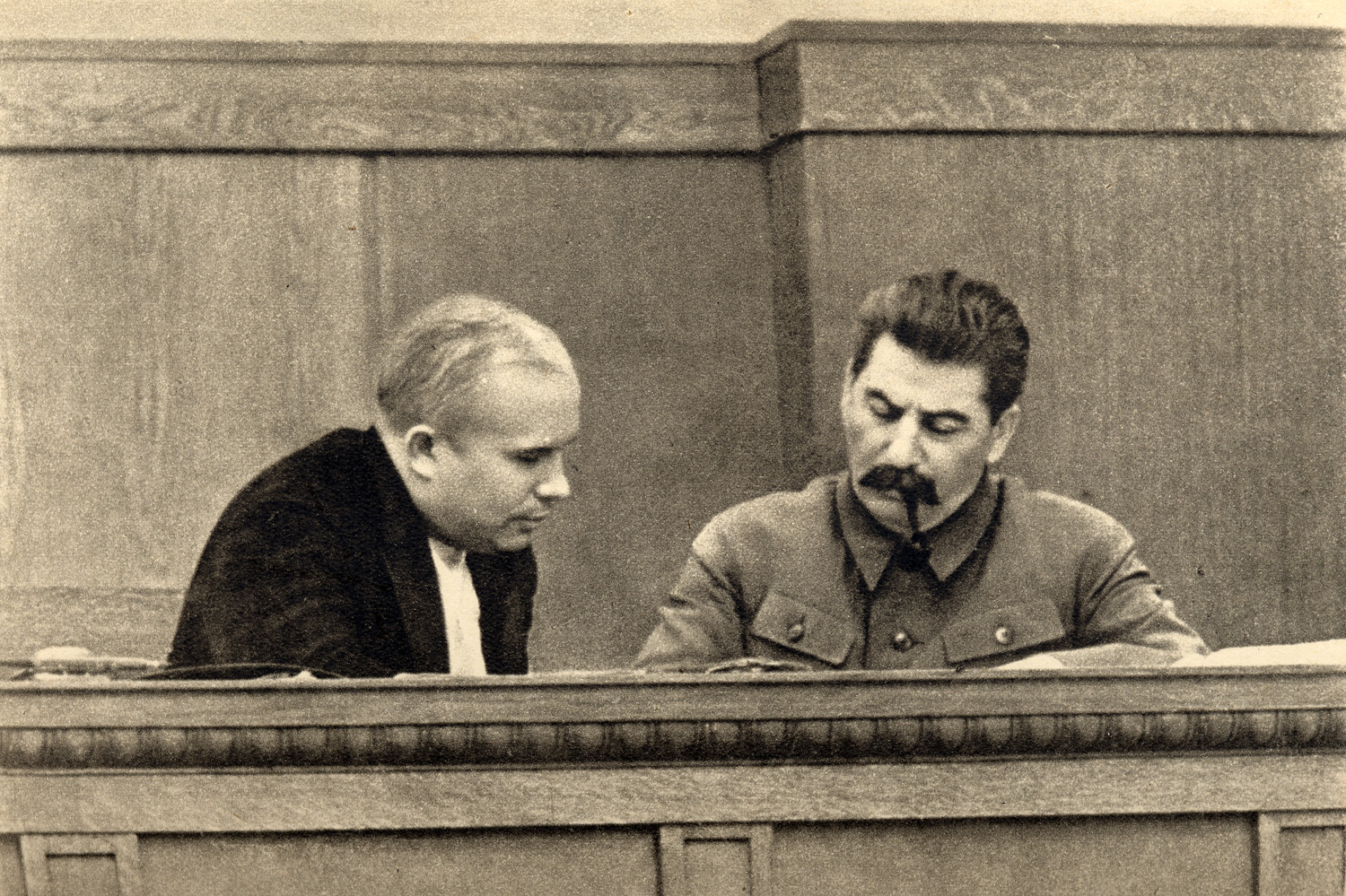
Nikita Chruszczow i Józef Stalin

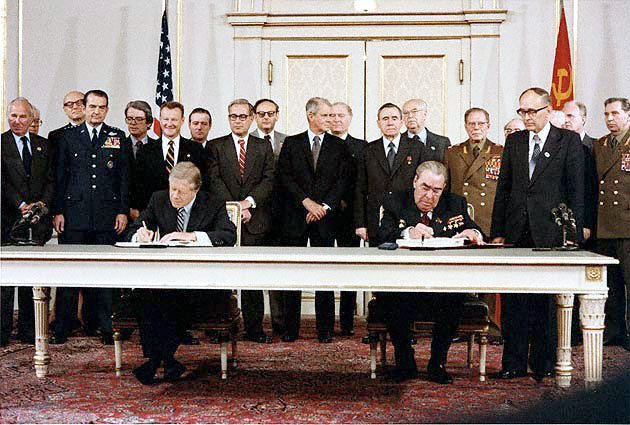
Leonid Breżniew i Jimmy Carter w Wiedniu, 1979

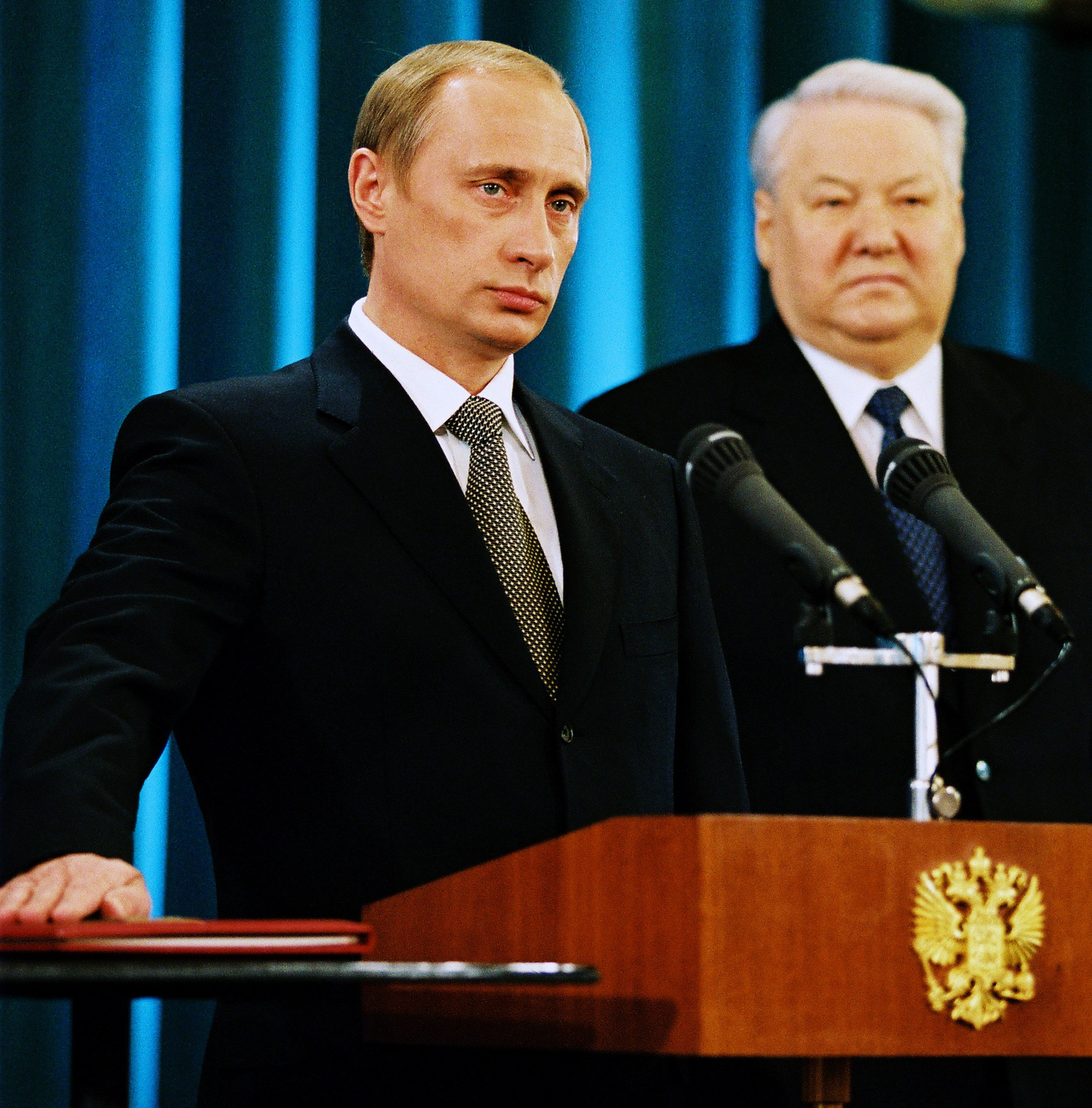
Władimir Putin i Borys Jelcyn

Kalendarium historii Rosji – uporządkowany chronologicznie, począwszy od czasów najdawniejszych aż do współczesności, wykaz dat i wydarzeń z historii Rosji.

## Czasy najdawniejsze,Ruś Kijowska
- VI w. n.e. – napływ Słowian w dorzecza Dniepru i Dźwiny[1]
- 862 – zgodnie z istniejącymi przekazami na tereny obecnej Rosji przybyli Normanowie[1]
- 945–957 – panowanie księżnej Olgi
- 988 – książę Włodzimierz przyjął chrzest i uczynił z chrześcijaństwa religię państwową[1]
- 1019–1054 – panowanie Jarosława Mądrego[1]
- XI w. – ziemie późniejszego Wielkiego Księstwa Moskiewskiego zasiedliły plemiona wschodniosłowiańskie[1]
- XII w. – rozpad Rusi Kijowskiej na księstwa dzielnicowe: nowogrodzkie (północny zachód), połockie (zachód), halicko-włodzimierskie (południowy zachód) i włodzimiersko-suzdalskie (północny wschód)[1]
- 1169 – książę włodzimiersko-suzdalski Andrzej I Bogolubski spalił Kijów[1]
- 1223 – bitwa nad rzeką Kałką: wojska mongolskie pod dowództwem Dżebe i Subedeja rozgromiły wojska książąt ruskich wspieranych przez Połowców
- 1237–1240 – wojska mongolskie pod wodzą Batu-chana podbiły wszystkie księstwa ruskie z wyjątkiem Nowogrodu Wielkiego, który jednak uznał zwierzchnictwo Mongołów[1]
- 1240 – książę nowogrodzki Aleksander Newski pokonał wojska szwedzkie w bitwie nad Newą[1]
- 1242 – Aleksander Newski podczas bitwy na zamarzniętym jeziorze Pejpus pokonał wojska inflanckiej gałęzi zakonu krzyżackiego[1]
- 1252 – Aleksander Newski otrzymał od chana Złotej Ordy jarłyk na księstwo włodzimiersko-suzdalskie[1]

## Rządy Rurykowiczów
- 1276 – Daniel Aleksandrowicz (1263–1303), założyciel moskiewskiej linii Rurykowiczów, rozpoczął sprawowanie rządów w księstwie moskiewskim[2]
- 1325 – prawosławny metropolita kijowski Piotr II przeniósł swą stolicę z Włodzimierza nad Klaźmą do Moskwy[1]
- 1325–1341 – panowanie Iwana I Kality[1]
- 1362 – Kijów znalazł się w Wielkim Księstwie Litewskim[1]
- 1380 – Dymitr Doński w bitwie na Kulikowym Polu pokonał Tatarów. Początek upadku władzy Złotej Ordy nad Rusią[1]
- 1425–1462 – panowanie Wasyla II Ślepego[2]
- 1462–1505 – panowanie Iwana III[2]
- 1463 – Iwan III wcielił do swojego państwa Jarosław[1]
- 1472 – nieudana wyprawa chana Złotej Ordy Achmata przeciw Iwanowi III[1]
- 1474 – Rostów został włączony do państwa Iwana III[1]
- 1478 – Iwan III zajął Nowogród Wielki, likwidując Republikę Nowogrodzką
- 1480 – „wyczekiwanie nad rzeką Ugrą”, symboliczny koniec „jarzma mongolskiego”[1]
- 1485 – Iwan III zajął Twer[1]
- 1505–1533 – panowanie Wasyla III
- 1533–1584 – rządy Iwana IV Groźnego[1]
- 1552 – Iwan IV podbił Chanat Kazański[2]
- 1553 – Richard Chancellor odkrył północną drogę morską, dzięki czemu Rosja rozpoczęła bezpośredni kontakt z państwami zachodnimi[1]
- 1556 – Iwan Groźny podbił Chanat Astrachański[2]
- 1558–1582 – walka o Inflanty i dostęp do Bałtyku[1]
- 1563–1570 – Rosja wzięła udział w I wojnie północnej[1]
- 1565 – Iwan IV wprowadził rządy terroru (opricznina)[2]
- 1582 – Kozacy pod dowództwem Jermaka Timofiejewicza podbili zachodnią Syberię[1]
- 1584 – śmierć Iwana Groźnego; w imieniu niezdolnego jeszcze do sprawowania rządów Fiodora Iwanowicza władzę objął szwagier cara, Borys Godunow[1]
- 1589 – prawosławna metropolia moskiewska została podniesiona do rangi patriarchatu[3]
- 1598 – śmierć Fiodora; władzę objął Godunow[1]
- 1605 – śmierć Godunowa, kryzys państwa moskiewskiego (wielka smuta)[1]
- 1604–1608 – dymitriady
- 20 czerwca 1605 – 27 maja 1606 – Dymitr Samozwaniec I carem Rosji
- 29 maja 1606 – 27 lipca 1610 – Wasyl IV Szujski carem Rosji
- 1609–1618 – wojna Rzeczypospolitej z Rosją
- 4 lipca 1610 – bitwa pod Kłuszynem, Stanisław Żółkiewski rozbija wojska rosyjskie idące na odsiecz obleganego Smoleńska, 27 lipca 1610 car Wasyl Szujski zostaje zdetronizowany przez bojarów
- 12 września 1610 – wojska polskie zajmują Moskwę, 8 października 1610 Stanisław Żołkiewski wkracza na Kreml. Królewicz Władysław Waza obrany carem Rosji
- 26 października/7 listopada 1612 – kapitulacja polskiego garnizonu Kremla przed pospolitym ruszeniem Kuźmy Minina i Dymitra Pożarskiego, po powstrzymaniu polskiej odsieczy[1]

## Rządy Romanowów
- 1613 – władzę w Rosji objął Michał I Romanow, założyciel dynastii Romanowów. Panował do 23 lipca 1645[1]
- 11 grudnia 1618 – rozejm w Dywilinie kończący wojnę między Rzecząpospolitą a Rosją, będącą konsekwencją dymitriad. Wielkie Księstwo Litewskie uzyskało ziemię smoleńską, zaś Korona Królestwa Polskiego ziemię czernihowską i siewierską.
- 1632–1634 – wojna z Rzecząpospolitą. Klęska armii rosyjskiej Michaiła Szeina w bitwie o Smoleńsk i jej kapitulacja przed wojskami Rzeczypospolitej
- 16 czerwca 1634 – pokój wieczysty między Rzecząpospolitą a Rosją zawarty w Polanowie. Pokój potwierdził postanowienia rozejmu w Dywilinie, z drobnymi korektami na rzecz Rosji. Władysław IV zrzekł się tytułu cara moskiewskiego, Rosja zapłaciła kontrybucję
- 1645–1676 – panowanie Aleksego Michajłowicza[1]
- 1648 – wybuchło powstanie w Moskwie (tzw. bunt solny)[1]
- 1649 – Sobornoje ułożenije. Szlachta otrzymała prawo do sprawowania absolutnej władzy nad swoimi poddanymi[1]
- 1650 – wybuchło powstanie w Nowogrodzie[1].
- 1654–1667 – wojna z Rzecząpospolitą[1]
- 1667 – wojna polsko-rosyjska zakończyła się rozejmem andruszowskim, przesuwającym granice państwa moskiewskiego na linię Dniepru[2]
- 1670–1671 – wybuchło powstanie chłopskie pod wodzą Stiepana Razina[1]
- 1686 – traktat Grzymułtowskiego potwierdził granice Rosji i Rzeczypospolitej wzdłuż Dniepru[2]
- 1700–1721 – Rosja wzięła udział w III wojnie północnej[1]
- 1703 – założenie Petersburga[1]
- 1710 – Piotr I zajął Rygę i Rewel[1]
- 1711 – powołano Senat Rządzący[2]
- 1718–1722 – wprowadzono scentralizowaną administrację państwową[1]
- 1721 – w wyniku pokoju nysztadzkiego Rosja uzyskała szeroki dostęp do wybrzeża bałtyckiego. Ingria, Estonia, Karelia oraz Inflanty zostały włączone do Rosji[1]
- 1721 – Piotr I przyjął tytuł cesarza (imperatora)[2]
- 1725 – śmierć Piotra Wielkiego, osłabienie Rosji[1]
- 1762–1796 – panowanie Katarzyny II, przywrócenie świetności Rosji[1]
- 1768–1774 – wojna rosyjsko-turecka, zakończona zwycięstwem Rosji[1]
- 1772 – Rosja wzięła udział w pierwszym rozbiorze Polski[1]
- 1773–1775 – powstanie Pugaczowa[2]
- 1783 – manifest Katarzyny II o przyłączeniu Krymu do Rosji[1]
- 1787–1792 – wojna z Turcją[1]
- 1793 – Rosja wzięła udział w drugim rozbiorze Polski[1]
- 1795 – Rosja wzięła udział w trzecim rozbiorze Polski[1]
- 1796–1801 – rządy Pawła I[1]
- 1801 – Gruzja została wcielona do Rosji[1]
- 1801 – w wyniku przewrotu pałacowego, po zamordowaniu przez dworzan Pawła I tron objął Aleksander I
- 1809 – Rosja podbiła Finlandię[1]
- 1812 – Druga Wojna Polska. Rosja pokonała wojska Napoleona Bonapartego[1]
- 1812 – Rosja zajęła Besarabię[1]
- 1813 – Rosja zajęła Dagestan i Azerbejdżan[1]
- 1815 – podczas kongresu wiedeńskiego Rosja zainicjowała Święte Przymierze[1]
- 1815 – Aleksander I Romanow został władcą Królestwa Polskiego[2]
- 1825–1855 – panowanie Mikołaja I[1]
- 1825 – spacyfikowano powstanie dekabrystów[1]
- 29/30 listopada 1830 – 21 października 1831 – powstanie listopadowe, wojna polsko-rosyjska w Królestwie Polskim i na ziemiach zabranych
- 25 stycznia 1831 – Sejm Królestwa Polskiego podjął uchwałę o pozbawieniu tronu i tytułu króla Polski Mikołaja I
- 1849 – Mikołaj I przyczynił się do spacyfikowania powstania węgierskiego[1]
- 1853–1856 – Rosja przegrała wojnę krymską, tracąc dominację nad Morzem Czarnym w wyniku traktatu paryskiego[2]
- 1855–1881 – panowanie Aleksandra II Romanowa[1]
- 1859 – Aleksander II stłumił powstania na Kaukazie[1]
- 1860 – założono Władywostok[1]
- 1861 – reforma uwłaszczeniowa Aleksandra II – uwłaszczenie chłopów
- 22 stycznia 1863 – październik 1864 – powstanie styczniowe w Królestwie Polskim i na ziemiach zabranych
- 9 listopada 1863 – bunt w petersburskiej Akademii Sztuk Pięknych, prowadzący do wyodrębnienia się ruchu pieriedwiżników[4]
- 1873 – powołano Sojusz Trzech Cesarzy (z Cesarstwem Niemieckim i Austro-Węgrami)[2]
- 1877–1878 – wojna rosyjsko-turecka[1]
- 13 marca 1881 – w wyniku zamachu zginął Aleksander II[1]
- 1881–1894 – panowanie Aleksandra III[1]
- 1893 – zawarcie sojuszu z Francją[2]
- 1894–1917 – panowanie Mikołaja II
- 1897 – na ziemiach polskich i w Rosji powstała żydowska organizacja socjaldemokratyczna Bund[1]
- 1898 – powstała Socjaldemokratyczna Partia Robotnicza Rosji (SDPRR)[2]
- 1901–1902 – powstała Partia Socjalistów-Rewolucjonistów (eserowcy)[2]
- 1903 – Włodzimierz Lenin dokonał rozłamu w SDPRR; powstanie frakcji bolszewików i mienszewików[2]
- 1904–1905 – rywalizacja o Mandżurię i Koreę doprowadziła do wojny rosyjsko-japońskiej, zakończonej klęską Rosji[1]
- 2 stycznia 1905 – kapitulacja Portu Artura przed Japończykami
- 27-28 maja 1905 – bitwa pod Cuszimą – całkowite zniszczenie eskadry Floty Bałtyckiej (Drugiej Eskadry Pacyfiku) przez Marynarkę Cesarstwa Japonii
- 1905–1907 – rewolucja 1905 roku[2]
- 5 września 1905 – traktat z Portsmouth, kończący wojnę rosyjsko-japońską. Rosja utraciła południową Mandżurię, Port Artur, Dalian (Dairen, Dalnyj) i południowy Sachalin. Jej ekspansja dalekowschodnia została powstrzymana
- 12 października 1905 powstała liberalna Partia Konstytucyjno-Demokratyczna (kadeci)
- 30 października 1905 – Mikołaj II pod wpływem strajku generalnego wydał manifest zapewniający prawo do zgromadzeń, wolność słowa, prawo do zrzeszania się oraz obiecał powołanie Dumy[1]
- 1906 – premier Piotr Stołypin rozpoczął reformę rolną[1]
- 6 maja 1906 – Mikołaj II nadał Rosji pierwszą w jej historii konstytucję. Rosja monarchią parlamentarną
- 10 maja 1906 – rozpoczęła obrady I Duma Państwowa[2]
- 1910 – Duma przyjęła reformę rolną Stołypina[2]
- 1911 – w wyniku zamachu zginął Piotr Stołypin[1]
- 1913 – liczebność proletariatu wzrosła do 3 mln osób[1]
- 31 lipca 1914 – ogłoszono mobilizację powszechną[1]
- 1 sierpnia 1914 – Niemcy wypowiedziały wojnę Rosji[1]
- 1915 – Rosja wycofała się z Polski, Kurlandii i Litwy[1]
- 8 marca 1917 – masowa demonstracja w Piotrogrodzie przerodziła się w rewolucję lutową[1]

## Obaleniecaratu, Rząd Tymczasowy i Republika Rosyjska
- 15 marca 1917 – abdykacja Mikołaja II. Na czele państwa stanął Rząd Tymczasowy pod przewodnictwem księcia Gieorgija Lwowa z liberalnej partii konstytucyjnych demokratów (kadetów) [1]
- marzec-listopad 1917 – okres dwuwładzy w Rosji. Konkurencyjnymi ośrodkami władzy były Rząd Tymczasowy i Piotrogrodzka Rada Delegatów Robotniczych i Żołnierskich
- 17-19 lipca – tzw. dni lipcowe – nieudana próba przejęcia władzy przez bolszewików
- 21 lipca 1917 – eserowiec Aleksander Kiereński premierem Rządu Tymczasowego. Rząd jest tworzony przez eserowców i mienszewików
- wrzesień 1917 – tzw. sprawa Korniłowa [2]
- 14 września 1917 – Rząd Tymczasowy ogłosił Rosję republiką
- 24–25 października/6–7 listopada 1917 – przewrót bolszewicki w Piotrogrodzie (rewolucja październikowa). Bolszewicy przejęli zbrojnie kontrolę nad stolicą Rosji, aresztując Rząd Tymczasowy.

## Rządy komunistów
- 8 listopada 1917 – władzę objął wyłoniony 8 listopada 1917 na II Ogólnorosyjskim Zjeździe Rad rząd bolszewicki (tymczasowa Rada Komisarzy Ludowych (Sownarkom)), przewodniczącym Rady został przywódca bolszewików Włodzimierz Lenin
- 20 listopada 1917 – wobec przewrotu bolszewickiego z 8 listopada manifest Ukraińskiej Centralnej Rady ogłosił proklamował powstanie Ukraińskiej Republiki Ludowej w federacji z Republiką Rosyjską, jednocześnie określając terytorium Ukrainy pod władzą Ukraińskiej Centralnej Rady jako obszar guberni: kijowskiej, podolskiej, wołyńskiej, czernihowskiej, połtawskiej, charkowskiej, katerynosławskiej, chersońskiej i taurydzkiej bez Krymu. Na terenie guberni kurskiej, woroneskiej i chełmskiej ostateczna granica Ukraińskiej Republiki Ludowej miała być wytyczona na podstawie plebiscytów
- 25 listopada 1917 – demokratyczne wybory do Konstytuanty Rosji, zwycięzcą wyborów Partia Socjalistów-Rewolucjonistów, którzy zdobyli 17 943 000 głosów – prawie dwa razy więcej głosów od bolszewików (10 661 000 głosów – na drugim miejscu). Na dalszych miejscach znaleźli się kadeci oraz mienszewicy.
- grudzień 1917 – w Charkowie proklamowano Ukraińską Ludową Republikę Rad
- 19 stycznia 1918 – bolszewicy rozpędzili wybrane w demokratycznych wyborach 25 listopada 1917 Wszechrosyjskie Zgromadzenie Ustawodawcze (konstytuantę Rosji)
- 22 stycznia 1918 – wobec dokonania przez bolszewików 19 stycznia 1918 roku bezprawnego rozwiązania Konstytuanty Rosji, Ukraińska Centralna Rada proklamowała pełną niepodległość Ukraińskiej Republiki Ludowej.
- 28 stycznia 1918 – Zjazd Rad przyjął uchwałę o tym, że republika sowiecka stanowi związek narodów Rosji oparty na zasadzie federacji[2]
- 14 lutego 1918 – Rosja przyjęła kalendarz gregoriański
- 28 lutego 1918 – utworzono Armię Czerwoną[2]
- marzec 1918 – utworzono pierwsze obozy koncentracyjne (łagry)[2]
- luty-marzec 1918 – wojska niemieckie i austro-węgierskie okupują zachodnie gubernie Rosji (dzisiejsze państwa bałtyckie, Białoruś i Ukrainę)
- 3 marca 1918 – przez zawarcie traktatu brzeskiego Rosja, wbrew zobowiązaniom sojuszniczym wobec Ententy zakończyła wojnę z Państwami Centralnymi (Cesarstwo Niemieckie, Austro-Węgry, Imperium Osmańskie, Carstwo Bułgarii)
- 12 marca 1918 – przeniesienie stolicy Rosji z Piotrogrodu do Moskwy
- 1918–1920 – wojna domowa w Rosji
- 4–10 lipca 1918 – uchwalono konstytucję Rosyjskiej Federacyjnej Socjalistycznej Republiki Radzieckiej[2]
- 6 lipca 1918 – nieudana próba puczu lewicowych eserowców
- 17 lipca 1918 – car Mikołaj II został wraz z całą rodziną zamordowany przez bolszewików w Jekaterynburgu
- 29 sierpnia 1918 – w wykonaniu postanowień pokoju brzeskiego RFSRR anulował traktaty rozbiorowe Polski[2]
- 30 sierpnia 1918 – nieudany zamach na Włodzimierza Lenina
- 5 września 1918 – dekret Rady Komisarzy Ludowych RFSRR wprowadzający formalnie czerwony terror. Masowe aresztowania i egzekucje dokonywane przez Czeka
- styczeń 1919 – utworzono Białoruską Socjalistyczną Republikę Radziecką[2]
- 1919–1921 – wojna polsko-bolszewicka[2]
- sierpień 1920 – Wojsko Polskie powstrzymało ofensywę Armii Czerwonej podczas Bitwy Warszawskiej, odrzucając oddziały sowieckie na wschód.
- 18 października 1920 – zawieszenie broni w wojnie polsko-bolszewickiej. Traktat pokojowy pomiędzy Polską a RFSRR i USRR został zawarty 18 marca 1921 w Rydze
- 1920–1921 – powstanie chłopów guberni tambowskiej, fala powstań chłopskich w całej Rosji
- grudzień 1920 – rozpoczęto program elektryfikacji Rosji (GOELRO)[2]
- marzec 1921 – powstanie marynarzy Floty Bałtyckiej w Kronsztadzie, stłumione zbrojnie przez bolszewików
- marzec 1921 – Włodzimierz Lenin powołał Nową Ekonomiczną Politykę wprowadzającą elementy gospodarki rynkowej[2]
- 1921 – oficjalne wprowadzenie systemu monopartyjnego partii komunistycznej, zakaz działalności partii niebolszewickich
- 1921–1922 – głód w części Rosji i na Ukrainie[2]
- 3 kwietnia 1922 – na wniosek Włodzimierza Lenina sekretarzem generalnym partii został Józef Stalin[2]
- 30 grudnia 1922 – w wyniku połączenia RFSRR z radzieckimi republikami Ukrainy, Białorusi i Zakaukazia utworzono Związek Socjalistycznych Republik Radzieckich[1]
- 21 stycznia 1924 – śmierć Włodzimierza Lenina. Walki frakcyjne w RKP(b)/WKP(b). Stopniowo pełnię władzy przejmował Józef Stalin, odsuwając kolejno od władzy w partii Lwa Trockiego (1925), Grigorija Zinowjewa i Lwa Kamieniewa (1926-27), Nikołaja Bucharina (1928-29)
- 1927 – podczas XV Zjazdu WKP(b) uchwalono politykę gospodarczą ZSRR[2]
- 1928 – Stalin ostatecznie pokonał przeciwników politycznych w partii bolszewickiej, obejmując władzę dyktatorską[2]
- 1929–1934 – realizacja pierwszego pięcioletniego planu gospodarczego, przymusowa kolektywizacja rolnictwa, budowa przemysłu ciężkiego-zbrojeniowego[2]
- 1932–1933 – wielki głód na Ukrainie[2]
- 1934 – ZSRR został członkiem Ligi Narodów[2]
- 1936–1938 – „wielki terror”, masowe aresztowania i egzekucje dokonywane przez NKWD, likwidacja i wymiana wyższych kadr dowódczych Armii Czerwonej[2]
- 23 sierpnia 1939 – pakt Ribbentrop-Mołotow – formalnie pakt o nieagresji pomiędzy III Rzeszą a ZSRR, umowa międzynarodowa, która zgodnie z tajnym protokołem dodatkowym, stanowiącym załącznik do oficjalnego dokumentu umowy, dotyczyła rozbioru terytoriów lub rozporządzenia niepodległością suwerennych państw: Polski, Litwy, Łotwy, Estonii, Finlandii i Rumunii.
- 17 września 1939 – agresja ZSRR na Polskę
- 28 września 1939 – traktat o granicach i przyjaźni III Rzesza – ZSRR wytyczający linię graniczną pomiędzy obu państwami na obszarze okupowanej Polski, korygujący w tajnym protokole strefy wpływów określone w pakcie Ribbentrop-Mołotow i ustalający zasady współpracy przeciw polskiemu ruchowi niepodległościowemu
- październik 1939 – realizując postanowienia paktu Ribbentrop-Mołotow ZSRR narzucił Litwie, Łotwie i Estonii umowy o współpracy wojskowej i wprowadza bazy wojskowe Armii Czerwonej na ich terytoria. Liczebność Armii Czerwonej wprowadzonej na terytoria państw nadbałtyckich była równoważna armiom tych państw. Finlandia odrzuciła żądania sowieckie.
- 30 listopada 1939 – 13 marca 1940 – wojna zimowa – agresja ZSRR na Finlandię[2]
- czerwiec 1940 – Armia Czerwona okupowała Litwę, Łotwę i Estonię po ultimatach przedstawionych rządom tych państw przez ZSRR
- sierpień 1940 Litwa, Łotwa i Estonia zostały anektowane przez ZSRR jako republiki sowieckie
- 22 czerwca 1941 – początek operacji „Barbarossa”. Wojska niemieckie i satelitów III Rzeszy zaatakowały ZSRR[2]
- 30 czerwca 1941 – powołano Państwowy Komitet Obrony ZSRR[2]
- 28 listopada–1 grudnia 1943 – Józef Stalin wraz z Winstonem Churchillem i Franklinem Rooseveltem spotkali się w Teheranie[2]
- 1944 – wojska niemieckie zostały wyparte z prawie całego terytorium ZSRR oraz z dużej części Polski. Armia Czerwona wkroczyła na terytoria Rumunii, Bułgarii, Jugosławii i Węgier[2]
- 4–11 lutego 1945 – Stalin wraz z Churchillem i Rooseveltem uczestniczył w konferencji jałtańskiej[2]
- 13 kwietnia 1945 – Armia Czerwona zdobyła Wiedeń[2]
- 2 maja 1945 – Armia Czerwona z udziałem 1 Armii Wojska Polskiego zdobyła Berlin[2]
- 8 maja 1945 – marszałek Gieorgij Żukow wraz z przedstawicielami wojsk sojuszników zachodnich przyjął bezwarunkową kapitulację Niemiec[2]
- 9 maja 1945 – Armia Czerwona zajęła Pragę[2]
- 17 lipca–2 sierpnia 1945 – Stalin wraz z Churchillem i Trumanem uczestniczył w konferencji poczdamskiej[2]
- 9 sierpnia 1945 – ZSRR wypowiedział wojnę Japonii. Początek operacji kwantuńskiej – ofensywy Armii Czerwonej przeciw Armii Kwantuńskiej w Mandżurii[2]
- 1945–1949 – ZSRR wprowadził stalinizm na terenach Polski, Węgier, Rumunii, Bułgarii i Czechosłowacji[2]
- 7 października 1949 – na terytorium sowieckiej strefy okupacyjnej Niemiec utworzono Niemiecką Republikę Demokratyczną[2]
- 1949 – ZSRR skonstruował bombę atomową[5]
- 1949 – ZSRR utworzył Radę Wzajemnej Pomocy Gospodarczej[2]
- 5 marca 1953 – śmierć Józefa Stalina[5]
- 1953–1964 – rządy Nikity Chruszczowa.
- 23 grudnia 1953 – zgładzenie Ławrientija Berii, byłego szefa NKWD, odpowiedzialnego za wielkie czystki[2]
- 14 maja 1955 – utworzenie Układu Warszawskiego – formalnego sojuszu wojskowego ZSRR i jego państw satelickich w Europie Środkowej
- 1956 – podczas XX Zjazdu KPZR Chruszczow potępił zbrodnie Stalina[2]
- 23 października 1956 – 10 listopada 1956 – powstanie węgierskie, stłumione przez interwencję zbrojną ZSRR
- 1957 – ZSRR rozpoczął program podboju kosmosu, wystrzeliwując Sputnika[5]
- 1958 – rozłam polityczny pomiędzy ZSRR a Chińską Republiką Ludową[5]
- 1959 – Związek Radziecki udzielił swojego poparcia Kubie i mającej tam miejsce rewolucji[5]
- 1959 – podczas XXI Zjazdu KPZR ogłoszono ukończenie budowy socjalizmu[2]
- 13 sierpnia 1961 – na polecenie ZSRR rozpoczyna się budowa muru berlińskiego
- 1962 – ZSRR zainstalował broń jądrową na Kubie; kryzys kubański, ZSRR zmuszony do wycofania rakiet z głowicami nuklearnymi[2]
- 14 października 1964 – Nikita Chruszczow ustąpił ze stanowiska[5]
- 14 października 1964 – 10 listopada 1982 – rządy Leonida Breżniewa[5]
- sierpień 1968 – ZSRR i inne armie Układu Warszawskiego (z wyjątkiem Rumunii) dokonały interwencji w Czechosłowacji[2]
- 1971 – podczas XXIV Zjazdu KPZR wezwano do zwołania konferencji europejskiej. W rezultacie 33 państwa Europy, a także USA i Kanada, podpisały w 1975 w Helsinkach Akt końcowy KBWE[2]
- grudzień 1979 – ZSRR rozpoczął interwencję zbrojną w Afganistanie[2]
- 10 listopada 1982 – śmierć Breżniewa[5]
- 12 listopada 1982 – 9 lutego 1984 – Jurij Andropow sekretarzem generalnym KC KPZR
- 13 lutego 1984 – 10 marca 1985 – rządy Konstantina Czernienki[5]
- 11 marca 1985 – władzę objął Michaił Gorbaczow[5]
- 26 kwietnia 1986 – katastrofa elektrowni atomowej w Czarnobylu[2]
- 1988 – wybuch konfliktu etnicznego w Azerbejdżanie[2]
- 1990 – stopniowy rozpad ZSRR
- czerwiec 1991 – wybory prezydenckie wygrał Borys Jelcyn[5]
- 1 lipca 1991 – rozwiązano Układ Warszawski[5]
- 19–22 sierpnia 1991 – w Moskwie doszło do puczu, który nie zdołał przywrócić komunizmu w Rosji[2]
- 20-21 sierpnia 1991 – Litwa, Estonia i Łotwa ogłosiły niepodległość
- 24 sierpnia 1991 – Ukraina ogłosiła niepodległość

## Czasy najnowsze
- 21 grudnia 1991 – powołano Wspólnotę Niepodległych Państw[5]
- 25 grudnia 1991 – rozwiązano ZSRR, w jego miejsce powstała Federacja Rosyjska[5]
- 21 września - 4 października 1993 – kryzys konstytucyjny w Rosji. Nieudana próba obalenia rządów Jelcyna[2]
- 1994–1996 – I wojna czeczeńska[2]
- 1996 – wybory prezydenckie po raz drugi wygrał Jelcyn[2]
- 1998 – kryzys finansowy w Rosji[2]
- 1999–2009 – II wojna czeczeńska[2]
- sierpień 1999 – Borys Jelcyn mianował Władimira Putina premierem[6]
- 31 grudnia 1999 – Borys Jelcyn ustąpił ze stanowiska. Nowym prezydentem Rosji został Władimir Putin[2]
- 23 października 2002 – czeczeńscy separatyści rozpoczęli atak na moskiewski teatr na Dubrowce[2]
- 26 października 2002 – rosyjskie wojsko odbiło zakładników z moskiewskiego teatru na Dubrowce[2]
- 2003 – wybory parlamentarne wygrała Jedna Rosja[2]
- 1 września 2004 – czeczeńscy separatyści rozpoczęli okupację szkoły w Biesłanie[2]
- 3 września 2004 – rosyjska armia odbiła szkołę w Biesłanie. Podczas trzech dni zostały zamordowane 334 osoby[2]
- 2004 – wybory prezydenckie po raz drugi wygrał Władimir Putin[2]
- 7 maja 2008 – nowym prezydentem Rosji został Dmitrij Miedwiediew[2]
- 7 sierpnia–16 sierpnia 2008 – wojna w Osetii Południowej[2]
- 2014 – początek wojny w Donbasie
- 20 lutego – 26 marca 2014 - bezprawna Aneksja Krymu przez Rosję
- 24 lutego 2022 – inwazja Rosji na Ukrainę
- 23 - 24 czerwca 2023 - nieudany bunt Grupy Wagnera w Rosji